# Bombardier
Bombardier Inc. je kanadský průmyslový koncern vyrábějící především letadla a kolejová vozidla (vlaky, tramvaje, „tramvaje na pneumatikách“). Společnost sídlí v Montrealu. Společnost založil Joseph-Armand Bombardier v roce 1942, tehdejší název byl L'Auto-Neige Bombardier Limitée. Prvním výrobkem firmy byl sněžný pásový automobil B7, který zakladatel firmy vynalezl v roce 1937.

## Divize
Produkty se dělí na leteckou a kolejovou dopravu.
- Bombardier Aerospace - letecká divize Bombardieru
- Bombardier Transportation

### Letadla
- Soukromá letadla (Business Aircraft)
- Komerční letadla (Commercial Aircraft)
- Obojživelná letadla (Amphibious Aircraft)

### Vlaky a tramvaje
- Kolejová vozidla (automatizované soupravy, metro, meziměstské vlaky, regionální vlaky, vysokorychlostní vlaky, lokomotivy, tramvaje)
- „Tramvaje“ na pneumatikách
- Podvozky
- Bezpečnostní systémy
- a další služby